# Laviron
Laviron település Franciaországban, Doubs megyében. Lakosainak száma 352 fő (2022. január 1.). Laviron Pierrefontaine-les-Varans, Sancey, Surmont, Belleherbe, Germéfontaine és Landresse községekkel határos.

## Népesség
A település népességének változása:
| Lakosok száma | 475  | 380  | 347  | 328  | 348  | 335  | 334  | 343  | 347  | 352  |
|               | 1968 | 1982 | 1990 | 2006 | 2013 | 2015 | 2017 | 2019 | 2020 | 2022 |